# تمثال إدريمي
تمثال إدريمي هو تمثال قديم ذات أهمية عور عليه في موقع ألالاخ من قبل عالم الآثار البريطاني السير ليونارد وولي في ثلاثينيات القرن الماضي. يعود تاريخ التمثال إلى القرن السادس عشر قبل الميلاد، وهو مشهور بنقوش طويلة عن السيرة الذاتية للملك إدريمي مكتوبة باللغة الأكادية. التمثال جزء من مجموعة المتحف البريطاني منذ عام 1939.  يتضمن النقش أول ذكر لبلاد كنعان فيالكتابة المسمارية.

## اكتشافه
اكتشف ليونارد وولي تمثال إدريمي في أنقاض معبد في موقع تل اتشانا، وهي مدينة ألالاخ القديمة في محافظة هاتاي في تركيا. تعرض التمثال لأضرار بالغة، خلال إحدى الغزوات أو حرب أهلية في حوالي سنة 1100 قبل الميلاد. تم كسر رأس التمثال وقدميه تم إسقاطه عمدا عن قاعدته .

## وصفه

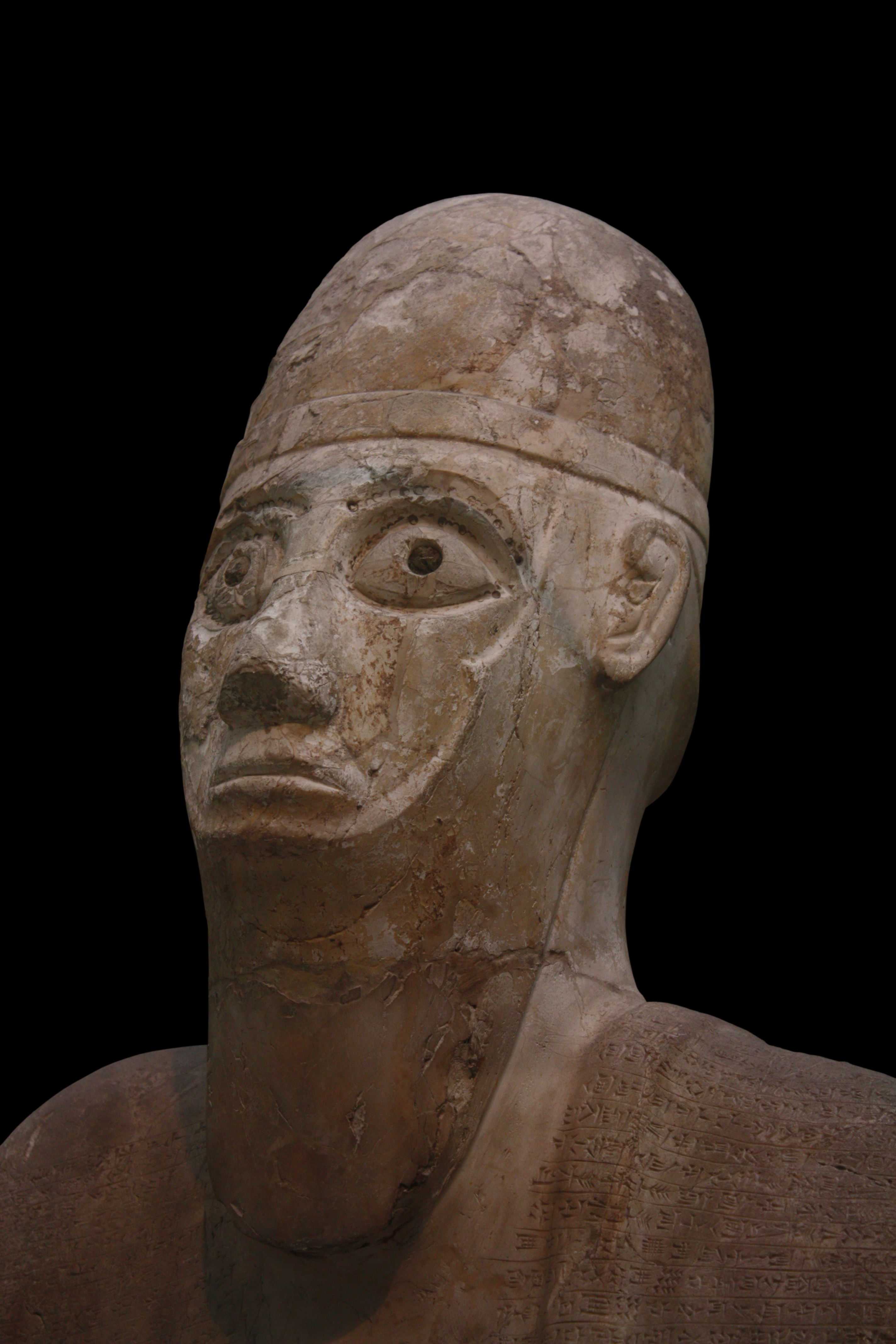
تفاصيل الرأس

التمثال منحوت من الدولوميت المغنسيتي الأبيض الصلب، أما حاجبي وجفني وبؤبؤي التمثال فهي مطعمة بالزجاج والحجر الأسود. يرتدي الملك الجالس علىعرش تاجًا مستديرًا مع رباط وواقي للرقبة وثوبًا بحواف ضيقة. يصور الملك إدريمي وهو يضع ذراعه اليمنى فوق اليسرى. يغطي نقش أجزاء كبيرة من الجسم.

## النقش
كُتب النقش على التمثال باللغة الأكادية باستخدام الكتابة المسمارية. يصف مآثر الملك إدريمي وعائلته. يروي النقش كيف أُجبر إدريمي وعائلته على الفرار بعد نزاع من يمهاد ( حلب ) إلى عائلة والدته في إعمار ( مسكنة الآن) على نهر الفرات. عاقدا العزم على استعادة ثروات الأسرة الحاكمة غادر إدريمي إعمار وسافر إلى كنعان ، حيث عاش بين محاربي هابيرو لمدة سبع سنوات،  وبعد ذلك أبرم معاهدة مع ملك أومان ماندا فحشد قوات وشن حملة بحرية لاستعادة الأراضي المفقودة من الحيثيين . أصبح في النهاية تابعًا للملك باراتارنا الذي نصبه ملكًا في ألالاخ و التي حكمها لمدة 30 عامًا. ينتهي النقش باللعنات على كل من يدنس التمثال أو يتلفه.